# Johan Ingerö
Johan Emanuel Gandra Ingerö, född 23 december 1978 i Skarpnäcks församling, är en svensk debattör, pr-konsult och kristdemokratisk politiker. 
Han har varit policyansvarig i Kristdemokraternas partiledarstab och presschef hos partiledaren och socialministern Göran Hägglund. 2022–2023 var han partisekreterare för Kristdemokraterna. Han har även varit anställd som välfärdspolitiskt ansvarig vid tankesmedjan Timbro, samt som ledarskribent i Svenska Dagbladet och Göteborgs-Posten.
Ingerö har också gjort sig känd som USA-kännare och brukar kommentera amerikanska politiska val.
Han var fram till år 2006 engagerad i Folkpartiet.

## Karriär
Johan Ingerö växte upp i Stockholmsförorten Dalen. Han har beskrivit sin uppväxt som stökig. Han gick ut grundskolan med godkända betyg men fullföljde inte sin skolgång på gymnasienivå. Efter första året på gymnasiet hoppade han av skolan och arbetade först som vikarie på förskolor och fritidshem för att senare få tjänst som bland annat ledarskribent på Svenska Dagbladet och politisk tjänsteman. Han har läst tankesmedjan Timbros ettåriga utbildning Stureakademin.
Ingerö arbetade från årsskiftet 2009/2010 som digital redaktör för den liberala tidskriften Neo till oktober 2010. Han har även varit ledarkrönikör i Tidningen Ångermanland, Örnsköldsviks Allehanda samt Västerbottens-Kuriren. Ingerö har av tidningen Sydsvenskan kallats en av Sveriges "viktigaste högerbloggare". Av Bloggportalen betecknades han som en borgerlig bloggare med liberala förtecken.
I samband med affären kring den svenska regeringens hantering av tsunamikatastrofen 2004 uppmärksammades Ingerös blogg sedan han i ett inlägg den 17 februari 2006 skrivit om rykten på kvällstidningsredaktionerna som gjorde gällande att statssekreteraren i statsrådsberedningen Lars Danielsson haft en hemlig kärleksrelation med departementsrådet Helen Eduards och att Danielsson istället för att befinna sig på arbetet på Rosenbad under katastrofdagen annandag jul 2004 varit hemma hos Eduards. Dessa rykten hade tidigare publicerats på andra bloggar och webbforum. Ingerö var vid tillfället politisk sekreterare för Folkpartiet i Värmdö kommun samt ersättare i Stockholms läns landstingsfullmäktige.
Efter riksdagsvalet 2006 lämnade Ingerö Folkpartiet och partipolitiken. Han återvände till partipolitiken då han i februari 2012 anställdes som presschef hos Kristdemokraternas partiledare och socialminister Göran Hägglund. År 2015 lämnade han rollen som presschef och började arbeta som välfärdspolitiskt ansvarig vid Timbro, samt som ledarskribent i Svenska Dagbladet och Göteborgs-Posten.
År 2018 återvände Ingerö återigen till partipolitiken då han blev policyansvarig i Kristdemokraternas partiledarstab, där han beskrivits som en central person i partiets högersväng. Han kandiderade till riksdagen i valet 2022 som partiets toppnamn i Södermanlands län (efter partiledaren Ebba Busch), men blev inte invald då partiet förlorade sitt mandat i valkretsen.
I oktober 2022 utsågs han till partisekreterare. 14 mars 2023 meddelade Kristdemokraterna att Johan Ingerö slutat som partisekreterare med omedelbar verkan, efter en polisanmälan från dåvarande partikollegan Sara Skyttedal gällande ett påstått sexuellt ofredande 2014. Förundersökningen lades ner.